# GP Laguna Poreč 2017
De derde editie van de wielerwedstrijd GP Laguna Poreč werd gehouden op 19 februari 2017. De wedstrijd startte in Funtana en finishte 158 kilometer later in Zelena Laguna. De wedstrijd maakte deel uit van de UCI Europe Tour, in de categorie 1.2. De Italiaan Andrea Toniatti volgde zijn landgenoot Filippo Ganna op als winnaar.

## Uitslag
| Plaats  | Naam                | Ploeg                     | Tijd     |
| ------- | ------------------- | ------------------------- | -------- |
| Winnaar | Andrea Toniatti     | Colpack                   | 3u37'28" |
| 2       | Paolo Totò          | Sangemini-MG.Kvis         | z.t.     |
| 3       | Stephan Rabitsch    | Felbermayr-Simplon Wels   | z.t.     |
| 4       | Nicola Gaffurini    | Sangemini-MG.Kvis         | z.t.     |
| 5       | Gabriele Bonechi    | Cervélo                   | z.t.     |
| 6       | Andrea Borso        | Adria Mobil               | z.t.     |
| 7       | Stanislaw Bazjkow   | Minsk                     | z.t.     |
| 8       | Tadej Pogačar       | ROG-Ljubljana             | z.t.     |
| 9       | Péter Kusztor       | Amplatz-BMC               | z.t.     |
| 10      | Ettore Carlini      | D'Amico Utensilnord       | z.t.     |
| 11      | Sebastian Baldauf   | Vorarlberg                | z.t.     |
| 12      | Alessandro Fedeli   | Colpack                   | z.t.     |
| 13      | Jure Golčer         | Adria Mobil               | z.t.     |
| 14      | Helmut Trettwer     | WSA-Greenlife             | z.t.     |
| 15      | Edoeard Vorganov    | Minsk                     | z.t.     |
| 16      | Hermann Pernsteiner | Amplatz-BMC               | z.t.     |
| 17      | James McLaughlin    | Hrinkow Advarics Cycleang | z.t.     |
| 18      | Riccardo Zoidl      | Felbermayr-Simplon Wels   | z.t.     |
| 19      | Seid Lizde          | Colpack                   | z.t.     |
| 20      | Giovanni Carboni    | Colpack                   | z.t.     |

2015 ·
2016 ·
2017 ·
2018